# SG Erbach
Die Sportgemeinde Erbach 1919 e.V. ist ein deutscher Fußballverein mit Sitz im Ortsteil Erbach der saarländischen Kreisstadt Homburg im Saarpfalz-Kreis.

## Geschichte

### Gründung bis Nachkriegszeit
Der Verein wurde ursprünglich im Jahr 1919 gegründet. Nach dem Ende des Zweiten Weltkriegs spielte die erste Mannschaft in der Saison 1946/47 in der drittklassigen Bewährungsklasse Saar. Mit 18:18 Punkten positionierte man sich hier auf dem sechsten Platz der Gruppe Ost. Zur nächsten Saison ging man in die nun innerhalb des Saarlandes zweitklassige Ehren-Bewährungsklasse Saar über. Mit 5:31 Punkten erreichte man den zehnten und letzten Platz und stieg  in die 1. Kreisklasse ab.
Zur Saison 1952/53 der Amateurliga Saarland gelang der Mannschaft der Aufstieg in die dritthöchste Spielklasse. Mit 9:43 Punkten erneut auf dem letzten Platz, stieg die Mannschaft in die Bezirksliga ab.

### 2000er Jahre bis heute
In der Saison 2003/04 spielte die Mannschaft in der Bezirksliga Saarland und belegte dort mit 49 Punkten den dritten Platz. In der Saison 2006/07 stieg man mit 11 Punkten und Platz 16 ab. In der Kreisliga A gelang in der Folgesaison dann auch nur eine Platzierung in der unteren Tabellenhälfte. Nach einigen Platzierungen in derselben Gegend gelang mit 80 Punkten dann nach der Spielzeit 2010/11 überraschend der zweite Platz. Im darauffolgenden Aufstiegsspiel konnte sich die Mannschaft dann auch mit 3:2 nach Elfmeterschießen gegen den SV Wolfersheim durchsetzen. Damit konnte man schließlich wieder in die mittlerweile Bezirksliga Homburg heißende Liga aufsteigen. Dort spielte man gleich gut mit und konnte sich mit 60 Punkten nach der Saison 2015/16 erneut auf dem zweiten Platz festsetzen. In den Entscheidungsspielen um den Aufstieg in die Landesliga setzte es bereits im ersten Spiel eine 0:3-Niederlage gegen die Sportfreunde Güdesweiler. Der danach erzielte 6:0-Sieg gegen den SV Borussia 09 Spiesen reichte dann nicht mehr, um sich für den Aufstieg zu qualifizieren. Nach einigen weiteren Positionen im Mittelfeld gelang dann mit 77 Punkten knapp die Meisterschaft in der Bezirksliga, womit die Mannschaft diesmal auch in die Landesliga Ost aufsteigen durfte. Dort spielte die Mannschaft auch noch bis heute.